# Youssoufa Moukoko
Youssoufa Moukoko (Yaoundé, 20 novembre 2004) è un calciatore camerunese naturalizzato tedesco, attaccante del Copenaghen.

## Biografia
Nato a Yaoundé, in Camerun, Youssoufa Moukoko è cresciuto nel quartiere musulmano di La Briqueterie, nel centro della città, prima di trasferirsi ad Amburgo, in Germania, all'età di 10 anni, dove suo padre aveva lavorato per più di 25 anni.

## Caratteristiche tecniche
Rapido, tecnico e con un gran fiuto del gol, gioca come prima punta ma può essere schierato anche come ala su entrambe le fasce.
Nel 2021, è stato inserito nella lista "Next Generation" dei sessanta migliori talenti nati nel 2004, redatta dal quotidiano inglese The Guardian.

## Carriera

### Club

#### Gli inizi
Inizia a muovere i primi passi nel mondo del calcio al St. Pauli, dove si mette in mostra, facendosi notare da numerosi club tedeschi quali il Borussia Dortmund, che lo recluta nel 2016. Trasferitosi nel club della Ruhr, alcuni media iniziano addirittura a dubitare della sua reale età, che però viene confermata dai suoi genitori, che forniscono una copia del certificato di nascita presentato al consolato tedesco. Con gli Under-17 segna un numero impressionante di reti, finendo come miglior marcatore del campionato Under-17 nel 2018 (anno in cui vince anche il titolo) e nel 2019, rispettivamente con 37 e 46 gol. Moukoko attira così rapidamente i riflettori dei media e con loro i marchi, che vedono in lui un futuro grande giocatore: firma a soli 14 anni un contratto con Nike, stimato in circa 10 milioni di euro.
All'inizio della stagione 2019-2020 debutta segnando ben 6 gol nella Bundesliga Under-19. Il 17 settembre 2019 diventa il più giovane calciatore a giocare nella UEFA Youth League, in occasione della vittoria per 2-1 contro i pari età del Barcellona. Alcune settimane dopo diviene anche il più giovane a marcare nella competizione, battendo il precedente record di Rayan Cherki. A 15 anni Lucien Favre, il giorno successivo alla partita di Champions League contro il Paris Saint-Germain, apre già alla possibilità di chiamarlo nella prima squadra. Il club renano ottiene effettivamente l'autorizzazione alla fine del 2019 per far allenare l'adolescente con i professionisti. Il suo debutto, però, non avviene a causa di una regola della federazione tedesca, che non consente ai giocatori di giocare in Bundesliga prima del compimento dei 17 anni. Tuttavia la federazione, su richiesta fatta del club per permettergli di giocare, cambia la regola, diminuendo il limite a 16 anni a partire dalla stagione 2020-2021.

#### Borussia Dortmund
Il 21 novembre 2020, quando ha 16 anni, fa il suo esordio in Bundesliga con la maglia del Borussia Dortmund, subentrando al posto di Erling Haaland nel match vinto dai gialloneri per 5-2 sul campo dell'Hertha Berlino, diventando così il più giovane giocatore di tutta la storia a debuttare in Bundesliga. L'8 dicembre successivo esordisce anche in UEFA Champions League, entrando al posto di Felix Passlack al 58' della sfida contro lo Zenit San Pietroburgo (vittoria esterna per 1-2), e battendo così un altro primato di precocità, quello di Celestine Babayaro che resisteva dal 1994, diventando a 16 anni e 18 giorni il più giovane calciatore ad aver giocato nella massima competizione europea. Dieci giorni dopo segna il suo primo gol tra i professionisti nella partita persa dal Borussia per 2-1 contro l'Union Berlino e diventa il più giovane marcatore nella storia della Bundesliga a 16 anni e 28 giorni. Conclude la stagione con 3 reti in 15 partite complessive, vincendo anche la Coppa di Germania, il suo primo trofeo in carriera.
Nella stagione 2021-2022 l'ex tecnico Marco Rose gli preferisce i compagni di reparto Haaland e Donyell Malen; il rendimento del calciatore risulta quindi incostante, con il primo gol che arriva solo il 20 febbraio 2022 ai danni del Borussia M'gladbach. Si ripete il 14 maggio seguente, realizzando al minuto 84 la rete della vittoria contro l'Hertha Berlino (2-1).
Nel gennaio 2023 rinnova il proprio contratto con il Dortmund fino al 30 giugno 2026.

### Nazionale

#### Nazionali giovanili
Moukoko possiede la doppia cittadinanza tedesca e camerunese, ma ha scelto di rappresentare la nazionale tedesca nelle categorie giovanili.
Selezionato dalla nazionale Under-16 tedesca a soli 12 anni, ha esordito contro i pari età dell'Austria l'11 settembre 2017, prima di segnare una doppietta sempre contro gli austriaci due giorni dopo.
Nel 2020 è stato convocato nella nazionale Under-19 da Guido Streichsbier, in vista delle partite di qualificazione per l'Europeo di categoria del 2020. Il 3 settembre 2020, ha esordito con la nazionale Under-20 contro i pari età della Danimarca.
Il 2 settembre 2021, debutta nella Nazionale Under-21 tedesca nel corso del match vinto in trasferta per 6-0 dai tedeschi contro San Marino. Nell'occasione, diventa al contempo il più giovane debuttante in U21 e, di conseguenza, anche il più giovane ad aver segnato un gol e una doppietta con la rappresentativa.

#### Nazionale maggiore
Il 10 novembre 2022 riceve la sua prima convocazione con la nazionale maggiore tedesca, venendo incluso dal CT Hansi Flick nella rosa partecipante al campionato mondiale in Qatar. Fa il suo esordio (a 17 anni e 361 giorni) il 16 novembre seguente nell'amichevole pre-manifestazione vinta 0-1 in casa dell'Oman; al contempo diviene l'esordiente più giovane nella storia della selezione teutonica dai tempi di Uwe Seeler (1954), seppur senza battere il suo record per 16 giorni. Sette giorni dopo scende in campo nella sfida della fase a gironi dei Mondiali persa 1-2 contro il Giappone, diventando il più giovane debuttante in un mondiale nella storia della selezione teutonica.

## Statistiche

### Presenze e reti nei club
Statistiche aggiornate al 18 agosto 2025.
| Stagione                 | Squadra                  | Campionato               | Campionato | Campionato | Coppe nazionali | Coppe nazionali | Coppe nazionali | Coppe continentali | Coppe continentali | Coppe continentali | Altre coppe | Altre coppe | Altre coppe | Totale | Totale |
| Stagione                 | Squadra                  | Comp                     | Pres       | Reti       | Comp            | Pres            | Reti            | Comp               | Pres               | Reti               | Comp        | Pres        | Reti        | Pres   | Reti   |
| ------------------------ | ------------------------ | ------------------------ | ---------- | ---------- | --------------- | --------------- | --------------- | ------------------ | ------------------ | ------------------ | ----------- | ----------- | ----------- | ------ | ------ |
| 2020-2021                | Borussia Dortmund        | BL                       | 14         | 3          | CG              | 0               | 0               | UCL                | 1                  | 0                  | SG          | 0           | 0           | 15     | 3      |
| 2021-2022                | Borussia Dortmund        | BL                       | 16         | 2          | CG              | 2               | 0               | UCL+UEL            | 1+2                | 0                  | SG          | 1           | 0           | 22     | 2      |
| 2022-2023                | Borussia Dortmund        | BL                       | 26         | 7          | CG              | 3               | 0               | UCL                | 6                  | 0                  | -           | -           | -           | 35     | 7      |
| 2023-2024                | Borussia Dortmund        | BL                       | 20         | 5          | CG              | 3               | 1               | UCL                | 4                  | 0                  | -           | -           | -           | 27     | 6      |
| Totale Borussia Dortmund | Totale Borussia Dortmund | Totale Borussia Dortmund | 76         | 17         |                 | 8               | 1               |                    | 14                 | 0                  |             | 1           | 0           | 99     | 18     |
| 2024-2025                | Nizza                    | L1                       | 11         | 2          | CF              | 3               | 0               | UEL                | 8                  | 0                  | -           | -           | -           | 22     | 2      |
| 2025-2026                | Copenaghen               | SL                       | 5          | 1          | CD              | 0               | 0               | UCL                | 3                  | 0                  | -           | -           | -           | 8      | 1      |
| Totale carriera          | Totale carriera          | Totale carriera          | 92         | 20         |                 | 11              | 1               |                    | 25                 | 0                  |             | 1           | 0           | 129    | 21     |

### Cronologia presenze e reti in nazionale
| Cronologia completa delle presenze e delle reti in nazionale ― Germania | Cronologia completa delle presenze e delle reti in nazionale ― Germania | Cronologia completa delle presenze e delle reti in nazionale ― Germania | Cronologia completa delle presenze e delle reti in nazionale ― Germania | Cronologia completa delle presenze e delle reti in nazionale ― Germania | Cronologia completa delle presenze e delle reti in nazionale ― Germania | Cronologia completa delle presenze e delle reti in nazionale ― Germania | Cronologia completa delle presenze e delle reti in nazionale ― Germania |
| Data                                                                    | Città                                                                   | In casa                                                                 | Risultato                                                               | Ospiti                                                                  | Competizione                                                            | Reti                                                                    | Note                                                                    |
| ----------------------------------------------------------------------- | ----------------------------------------------------------------------- | ----------------------------------------------------------------------- | ----------------------------------------------------------------------- | ----------------------------------------------------------------------- | ----------------------------------------------------------------------- | ----------------------------------------------------------------------- | ----------------------------------------------------------------------- |
| 16-11-2022                                                              | Mascate                                                                 | Oman                                                                    | 0 – 1                                                                   | Germania                                                                | Amichevole                                                              | -                                                                       | 46’                                                                     |
| 23-11-2022                                                              | Al Rayyan                                                               | Germania                                                                | 1 – 2                                                                   | Giappone                                                                | Mondiali 2022 - 1º turno                                                | -                                                                       | 90’                                                                     |
| Totale                                                                  |                                                                         | Presenze                                                                | 2                                                                       |                                                                         | Reti                                                                    | 0                                                                       |                                                                         |

### Record
- Giocatore più giovane ad aver esordito in UEFA Youth League (14 anni, 9 mesi e 29 giorni).[38]
- Giocatore più giovane ad aver segnato in UEFA Youth League (14 anni, 11 mesi e 4 giorni).[38]
- Giocatore più giovane ad aver esordito in Bundesliga (16 anni e 1 giorno).[38]
- Giocatore più giovane ad aver esordito in UEFA Champions League (16 anni e 18 giorni).[38]
- Giocatore più giovane ad aver segnato in Bundesliga (16 anni e 28 giorni).[23]
- Giocatore più giovane ad aver esordito nella Nazionale Under-21 di calcio della Germania (16 anni e 286 giorni).[33]
- Giocatore più giovane ad aver segnato nella Nazionale Under-21 di calcio della Germania (16 anni e 286 giorni).[33]
- Giocatore più giovane ad aver segnato una doppietta nella Nazionale Under-21 di calcio della Germania (16 anni e 286 giorni).[33]
- Giocatore più giovane ad aver esordito nella Nazionale di calcio della Germania in un Mondiale (18 anni e 3 giorni).[37]

## Palmarès

### Club

#### Competizioni nazionali
- Coppa di Germania: 1

Borussia Dortmund: 2020-2021

### Nazionale
- Campionato d'Europa Under-21: 1

Ungheria/Slovenia 2021